# Незнайко на Місяці (мультсеріал)
«Незнайко на Місяці» (рос. «Незнайка на Луне») — російський мультсеріал за мотивами однойменного роману-казки М. М. Носова. Прем'єра відбулася на відеокасетах: перші 6 серій (на двох касетах) вийшли у грудні 1997 р., решта — у грудні 1999 р. По прийнятті російського закону «Про інформацію» рейтинг 12+.
В Україні мультсеріал транслювали на каналах «2+2», «ТЕТ», «ПлюсПлюс» і «НТН». Українською мовою не дублювався.

## Сюжет

### 1-ша серія
Незнайко вночі на городі зіткається з травневим жуком: він налітає на нього ззаду і б'є по голові. Жук відлітає, а Незнайко підбирає з землі свого капелюха і знаходить там дивний камінь. Глянувши на Місяць, він вирішує, що це його шматок, який відколовся, впав на Землю і вдарив його по голові. Незнайко відносить знахідку Знайку, який робить відкриття: при взаємодії місячного каменя з магнітом виникає штучна невагомість.

### 2-га серія
У Знайка з'являється ідея збудувати ракету і вирушити на ній на Місяць — він певен, що там є розумне життя. З ним категорично не згоден астроном Скелко, який проводить спостереження Місяця за допомогою величезного телескопа. Механіки Гвинтик і Шпунтик складають ракету під керівництвом Знайка. Останній, розраховуючи зустріти на Місяці «братів по розуму», вирішує захопити у політ насіння земних рослин — мішки розміщають в одному з відсіків ракети. Перед польотом на Місяць Незнайко викрадає прилад невагомості, вирішивши провести «досліди» над рибами, внаслідок чого ледь не топить його в річці. Знайко вирішує покарати його, не взявши в політ. Переконавшись, що Знайко не включив його до списку екіпажу, Незнайко вступає в змову з Пончиком, якого теж не брали на Місяць під приводом, що він був надто важким.

### 3-тя серія
Пробравшись уночі у ракету, вони ховаються у мішках із насінням, думаючи з'явитися екіпажу після старту. Незнайко засинає, але Пончик, злякавшись летіти і намагаючись вибратися назовні, випадково увімкає прилад невагомості й запускає ракету. Зліт відбувається безшумно, і до ранку щезнення Незнайка і Пончика залишається непоміченим. Політ проходить в автоматичному режимі, ракетою управляє бортовий комп'ютер під назвою «Знайко-1». Під час подорожі Незнайко вступає з ним у суперечки. Нарешті ракета здійснює посадку на краю місячного кратера. Мандрівники надягають скафандри і виходять назовні, Незнайко тут же падає у кратер.

### 4-та серія
Під зовнішньою оболонкою Місяця приховане менше внутрішнє ядро, населене місячними коротульками. У них царює капіталістичний уклад: з приватною власністю на землю і знаряддя виробництва, грошима, всевладними правоохоронними органами (поліцією) і суспільною нерівністю. Незнайко спускається на парашуті (зробленому з «летючок» кульбаби), але біля самої поверхні зачіплюється за флюгер одного з будинків. Поруч пролітає на вертольоті журналістка Зірочка, яка брала проби повітря на висоті. Вона обіцяє Незнайку «зайнятися ним пізніше» і каже, що «він буде її знахідкою». Відстьобнувши парашута, Незнайко падає у двір будинку, який належав пану Клопсу. Там росте груша з величезним для Місяця плодом (оскільки розміри простих місячних рослин і плодів відносяться так само до коротульок, як розміри земних рослин до звичайних людей). Незнайко з'їдає грушу, слуга Клопса Фікс доповідає господарю, той велить цькувати Незнайка крокодилами, але останньому вдається втекти. Далі Незнайко вечеряє у ресторані, але не платить за це грошей, оскільки не розуміється у тамтешніх порядках і не знає, що таке гроші. Офіціант викликає поліцейського і Незнайка везуть у поліцейську дільницю і саджають у в'язницю. Там Незнайко розповідає в'язням про свій політ і гігантські рослини, знайомиться з дрібним шахраєм Мигою. Поліцейський начальник Мігль помилково ідентифікує його як небезпечного гангстера Мухомора.

### 5-та серія
Мига просить Незнайка передати листа пану Жуліо. Другого дня відбувається очна ставка Незнайка із заарештованим спільником Мухомора — Красавчиком, який не визнає Незнайка, тому останнього вишпурляють з в'язниці. Незнайко знову зустрічає Зірочку, яку щойно вигнали з роботи в «Місячній газеті» — за боротьбу з хімічною промисловістю місячного олігарха Спрутса. Разом вони рятуються втечею від поліцейських.

### 6-та серія
Крабс стежить за Незнайком і Зірочкою. Разом вони йдуть до пана Жуліо — власника збройового магазину, де Незнайко передає тому листа Миги. Жуліо від'їздить, залишивши Незнайка із Зірочкою у своєму магазині. Крабс приходить у редакцію «Місячної газети» і наказує Гризлю розібратися із Зірочкою, відправивши її на «острів Розваг» — оскільки вона з Незнайком «рішила чинити підступи пану Спрутсу». Жуліо їде до в'язниці, і за хабар звільнює приятеля. Той повідомляє його про насіння гігантських рослин, і те, що їх необхідно дістати з поверхні зовнішнього Місяця. Жуліо уподобає ідею продажу насіння, як вельми вигідне діло. Мига, розуміючи, що Незнайка легко буде «обвести круг пальця», пропонує Жуліо свій план. Тим часом Зірочка розповідає Незнайку про Місяць. Він дізнається, що на внутрішньому ядрі є велике місто «Луна-сити» (буквально «Місяць-сіті»), великий і таємничий місячний ліс, океан з «островом Розваг», який частіше називають «островом Дурнів». Зірочка повідомляє, що «звідти ще ніхто не повертався». У цей момент з'являється Гризль, який пропонує Зірочці путівку на «острів Розваг», на що вона відповідає відмовою. Мига і Жуліо повертаються до збройового магазину, проганяють Гризля. Мига заявляє про своє рішення створити акціонерне товариство з метою зібрати гроші на будівництво корабля для польоту на зовнішній Місяць по насіння. Розуміючи, що доброю помогою у цій справі була б шумиха у місячних ЗМІ, Мига і Жуліо сумніваються, що Незнайко може довести своє іншопланетне походження. Тоді Зірочка пропонує показати публіці Незнайків скафандр, який він залишив у саду Клопса.

### 7-ма серія
Мига і Жуліо перевдягаються поліцейськими, разом з Незнайком і Зірочкою їдуть до дому Клопса, в'яжуть Фікса і забирають скафандр. Поблизу опиняється також Гризль, якого затримує наряд поліції. Виявивши в нього путівку на «острів Розваг», Мігль його заарештовує. Мига і Жуліо влаштовують рекламну компанію в місячних ЗМІ з нагоди «прильоту прибульця з космосу», оголошують про продаж акцій у збройовому магазині. Після перших труднощів акції починають розпродаватися. Це викликає зацікавлення місячних багачів, зокрема Спрутса, який тривожиться, що після появи гігантських рослин коротульки перестануть купувати його синтетичні продукти харчування. Він посилає до магазину пана Жуліо поліцейських, які затримують Незнайка і Зірочку. Тим часом Крабс приносить валізу з мільйоном від Спрутса і пропонує Мизі і Жуліо втекти з грошима. Незнайку із Зірочкою вдається перехитрити поліцейських, вони прибігають до магазину пана Жуліо, але знаходять, що сейф порожній, а в записці говориться, що «ми мусимо рятуватися втечею і колись ми побудуємо ракету».

### 8-ма серія
Пончик, який залишився на поверхні Місяця, зайнятий безперервним поглинанням їжі. Знищивши за рекордно короткий термін запаси продовольства, він надягає скафандр, виходить з ракети і теж провалюється у кратер. Швидко розібравшись у суті товарно-грошевих стосунків, Пончик починає торгувати сіллю у ресторані (вживання солі в їжу чомусь було невідоме місячним коротулькам), а потім стає вправним бізнесменом, успішно використовує найману ручну працю. Він живе у власній віллі, має слуг і йменується «паном Пончем». Спрутс скликає раду капіталістів — «Великий бредлам». На ньому він представляє іншим місячним багачам докази прильоту двох іншопланетян і заявляє про необхідність побудови літального апарата для польоту на поверхню Місяця — щоб знищити насіння в ракеті. На цей проект потрібно три мільйони, він пропонує капіталістам зробити свої внески. Один з учасників, власник тютюнової фабрики Скуперфільд відмовляється дати гроші й втікає. Спрутс наказує своєму управителю Крабсу розібратися з ним. Мига і Жуліо, забравши за помилкою валізу Зірочки, втікають з міста, плануючи відсидітися на острові Дурнів. Незнайко і Зірочка, захопивши «свою» валізу, рятуються від юрби розлючених акціонерів. Крабс знаходить Скуперфільда, спочатку хоче вдавити його зашморгом, але після того як Скуперфільд пропонує йому вигідну справу, відвозить його кудись на машині.

### 9-та серія
Незнайко і Зірочка, шукаючи притулку, натрапляють на групу безхатченків під мостом і залишаються з ними. Тим часом Крабс везе Скуперфільда в ліс і обманом підвішує на дереві. Зірочка, ночуючи під мостом, захворює. Мига і Жуліо, блукаючи лісом, натрапляють на Скуперфільда. Вимагаючи гроші за звільнення, вони нарешті спускають його з дерева, при цьому валіза розчиняється і розкривається підміна — у валізі лежать книжки Зірочки і її фотографія. Щоб дістати гроші на лікування Зірочки, Незнайко шукає роботу. Нарешті він влаштовується «нянею» у пані Міноги і доглядає її крокодилів. Потім, вирішивши спробувати себе у ролі мандрівного артиста, він дає циркові вистави з крокодилами, відвівши їх з дому пані Міноги. Вона звертається по допомогу до поліцейського начальника Мігля. Незнайку вдається зібрати гроші, Зірочку лікує доктор Шприц (той самий, що рекламував свої послуги під час зустрічі «прибульця з космосу» в 7-й серії). Але незабаром появляються пані Мінога, а разом з нею Мігль з поліцейськими. Незнайка і Зірочку заарештовують і відправляють на острів Дурнів. Валіза залишається в їхніх товаришів-безхатченків.

### 10-та серія
На Землі Знайко з друзями виявляють зникнення ракети, а також Незнайка і Пончика. Астроном Скелко, спрямувавши телескоп на Місяць, бачить зниклу ракету на місячній поверхні. Знайко спочатку геть відмовляється організовувати рятувальну експедицію, тому побудовою нового літального апарата займаються Гвинтик зі Шпунтиком, а також інші коротульки. У них нічого не виходить, але Знайко, неочікувано збагнувши будову Місяця усередині, погоджується їм допомогти.

### 11-та серія
Крабс знаходить гангстера Мухомора, вони разом грабують банк. Місячні астрономи дізнаються, що до Місяця летить іншопланетний апарат, вони повідомляють про це членів Великого бредламу. Стривожений Спрутс наказує Міглю (який постраждав під час погоні за грабіжниками) розібратися із землянами. Рятувальна експедиція із Землі у складі 7 коротульок висаджується на Місяць поруч першої ракети, комп'ютери «Знайко-1» і «Знайко-2» при цьому ведуть розмову між собою. Мандрівники виявляють кратер і Знайко, певний в існуванні внутрішнього ядра, вирішує летіти туди на другій ракеті. Із собою він бере Гвинтика і Шпунтика (до них ще приєднується «досвідчений медик» Пілюлька). Астроном Скелко, який ніяк не може погодитися з гіпотезою існування життя на внутрішньому Місяці, залишається за старшого у першій ракеті разом з малючками Ромашкою і Мушкою. Знайко з товаришами здійснюють посадку в місячному місті. Одразу ж до ракети збігаються поліцейські на чолі з Міглем, і потрапляють у зону дії приладу невагомості. Вони стріляють із рушниць, їх відносить реактивною силою у невідомому напрямку. Пончик бачить з своєї вілли приліт товаришів і біжить до них. Поруч ракети опиняється і безхатченко Козлик — з валізою у руках. Він розповідає землянам, що Незнайка відвезли на острів Дурнів. Тим часом Незнайко і Зірочка безтурботно віддаються веселощам на острові. Нарешті Зірочка згадує, що звідси «ще ніхто не повертався» і пробує урозуміти коротульок. Її не слухають, вона залишає їх і вирушає углиб острова, у гори.

### 12-та серія
У горах Зірочка несподівано зустрічає свого колишнього начальника Гризля. Той розповідає Зірочці, що джерелом енергії заводів Спрутса слугує радість мешканців острова Дурнів, а також про те, що коротульки поступово перетворюються на ньому в баранів. На ракеті прилітають Знайко з товаришами, Незнайка, Зірочку, Гризля разом з іншими коротульками евакуюють з острова за допомогою приладу невагомості, заводи Спрутса зупиняються, а сам острів тоне в океані. Кореспондент «Лун-ТВ» повідомляє про розкриття підступної системи Спрутса. Сам олігарх, побачивши сюжет про це по телебаченню, приходить у лють. Земляни роздають місячним коротулькам насіння гігантських рослин. Після Знайко з товаришами вирушають у зворотну путь, злітають на поверхню Місяця, де на них чекають Скелко, Ромашка і Мушка. Дві ракети летять до Землі. По поверненні Ромашка каже Незнайку, що «який він таки невиправний», а він відповідає: «Якби я був виправним, світ був би таким нудним».

### Презентаційна версія
Окрім того, існує презентаційна версія мультфільму, у якій використано фрагменти, що не увійшли до остаточного варіанту при монтажі. У ній розкриваються нові подробиці життя на Місяці: місячні камені традиційно використовуються багачами для отримання енергії. Один з цих каменів і потрапляє на Землю. Травневим жуком опиняється Крабс у спеціальному міжпланетному костюмі. Основну ідею також змінено: Спрутс і Крабс переслідують Незнайка для того, щоб відняти в нього кристал місячного каменю.

## Серії
1. Загадка місячного каменя (Загадка лунного камня)
2. Грандіозний задум Знайка (Грандиозный замысел Знайки)
3. Незнайко і Пончик летять на Місяць (Незнайка и Пончик летят на Луну)
4. Перший день на Місяці (Первый день на Луне)
5. Зірочка (Звёздочка)
6. «Дорогі» друзі («Дорогие» друзья)
7. Акціонерне товариство гігантських рослин (Акционерное общество гигантских растений)
8. Великий Бредлам (Большой Бредлам)
9. Незнайко шукає роботу (Незнайка ищет работу)
10. Куди зникла ракета (Куда исчезла ракета)
11. Знайко поспішає на допомогу (Знайка спешит на помощь)
12. Дорога додому (Дорога домой)

## Персонажі
Українські варіанти імен наведені згідно з перекладами всіх трьох творів про Незнайка, виконаними Ф. Маківчуком у 1955, 1978 і 1980 роках.

### Головні
- Незнайко (рос. Незнайка) — головний герой мультфільму. Улюблена фраза — «Я за себе не відповідаю» (рос. «Я за себя не отвечаю»)
- Знайко (рос. Знайка) — вчений коротулька, який відкрив місячний камінь, винайшов прилад невагомості і керував підготовкою місячної експедиції. Коли він дізнався, що Незнайка з Пончиком полетіли на Місяць, спочатку відмовився їх рятувати, але потім взяв керівництво рятувальною експедицією. Улюблена фраза — «Значить, так!»
- Скелко (рос. Стекляшкин) — астроном, науковий опонент Знайка. Стверджував, що на Місяці нема життя. У 10-й серії запропонував використати для нової ракети замість палива газовану воду, але його ідея виявилася невдалою. Взяв участь у рятувальній експедиції на Місяць, залишався на місячній поверхні разом із Ромашкою і Мушкою. Носить ковпак і мантію, поцятковані зірочками, а також окуляри. Улюблена фраза фраза: «Так, так і ще раз так!» (рос. «Да, да и ещё раз да!»)
- Гвинтик і Шпунтик (рос. Винтик и Шпунтик) — механіки з Квіткового Міста. Під керівництвом Знайка збудували першу ракету для польоту на Місяць. Взяли участь у рятувальній експедиції, разом зі Знайком і лікарем Пілюлькою вирушили на другій ракеті усередину Місяця.
- Пончик (рос. Пончик) — персонаж, відомий своїм невпинним апетитом. У 3-й серії випадково запустив ракету в політ в автоматичному режимі. Залишився у ракеті після того, як Незнайко впав у кратер. Знищив річний запас продовольства в ракеті (у 8-й серії з'ясовується, що це забрало у нього 7 днів, 11 годин, 38 хвилин і 6 секунд). Потім він провалився у той же кратер, що й Незнайко. Опинившись на внутрішньому Місяці, показав себе вельми діловим коротулькою, організував власний бізнес з видобування і продажу солі. Після прильоту Знайка з товаришами вирушив з ними на пошуки Незнайка і Зірочки. Улюблена фраза — «Режим харчування порушувати не можна!» (рос. «Режим питания нарушать нельзя!»)
- Зірочка (рос. Звёздочка) — місячна журналістка, співпрацівниця «Місячної газети». У 5-й серії звільнена з роботи — за критичну статтю про Спрутса. Протестувала проти забруднення довкілля на Місяці.
- Спрутс (рос. Спрутс) — головний місячний олігарх власник багатьох хімічних заводів.
- Жуліо (рос. Жулио) — торгівець зброєю. Разом з Мигою задумав обманути Незнайка.
- Мига (рос. Мига) — дрібний аферист, з яким Незнайко познайомився в каталажці. Носить капелюх-котелок і манишку замість сорочки.
- Мігль (рос. Мигль) — поліцейський інспектор у місячному місті. В образі Мігля у мультфільмі об'єднані образи кількох персонажів казки М. М. Носова: поліцейських начальників Мігля, Пшигля, Рвигля, Мстигля, Мшигля, а також детектива Бігля. Улюблена фраза: «Усі так кажуть, голубчику!» (рос. «Все так говорят, милейший!»)
- Крабс (рос. Крабс) — управитель Спрутса. Стежив за Незнайком і Зірочкою, наказав Гризлю відправити Зірочку на острів Дурнів. У 8-й серії напав на Скуперфільда, у 9-й підвісив його на дереві. У 11-й серії пограбував банк разом з Мухомором.
- Гризль (рос. Гризль) — редактор «Місячної газети», начальник Зірочки. У 7-й серії заарештований і відправлений на острів Дурнів. У 12-й серії розповів Зірочці про систему Спрутса.

### Другорядні

#### Мешканці Квіткового міста
- Бурчун (рос. Ворчун) — коротулька, що жив в одному будинку зі Знайком.
- Мовчун (рос. Молчун) — житель Квіткового міста. Майже завжди мовчить.
- Забудько (рос. Растеряйка)[4]. Дуже неуважний, має звичку кидати свої речі куди попало.
- Якосьбудько й Либонько (рос. Авоська и Небоська) — брати з Квіткового Міста.
- Сиропчик (рос. Сиропчик) — коротулька, у якого Скелко в 10-й серії взяв пляшку з газівкою.
- Квітик (рос. Цветик) — поет з Квіткового міста, у 11-й серії читав вірші під час пошуків Незнайка і Пончика, а також підготовки рятувальної експедиції.
- Гусля (рос. Гусля) — музикант з Квіткового Міста. Присутній у 1-й і 10-й серіях.
- Тюбик (рос. Тюбик) — художник з Квіткового міста. Присутній у 1-й і 10-й серіях.
- Пілюлька (рос. Пилюлькин) — лікар з Квіткового Міста, взяв участь у рятувальній експедиції на Місяць, разом зі Знайком, Гвинтиком і Шпунтиком висадився на внутрішнє ядро.
- Ромашка (рос. Ромашка) — малючка з Квіткового Міста, взяла участь у рятувальній експедиції. Цього персонажа взято з «Пригод Незнайка і його товаришів».
- Мушка (рос. Мушка) — малючка з Квіткового Міста, взяла участь у рятувальній експедиції. Носить окуляри. Цього персонажа взято з «Пригод Незнайка і його товаришів».
- рос. Говорилкин и Колокольчик — ведучі «Квіткового радіо» у Квітковому місті. У 10-й серії повідомляли про зникнення ракети, Незнайка і Пончика. У книжках про Незнайка персонажі з такими іменами відсутні.

#### Місячні коротульки
- Скуперфільд (рос. Скуперфильд) — місячний капіталіст, власник тютюнової фабрики. У 7-й серії обідав у Спрутса. У 9-й підвішений Крабсом до дерева, звільнений Мигою і Жуліо.
- Козлик (рос. Козлик) — безхатченко, якого Незнайко і Зірочка зустріли під мостом. Коли їх заарештували поліцейські, Козлик забрав їхнію валізу (яка насправді приналежала Мизі й Жуліо). Після прибуття Знайка з товаришами Козлик передав їм цю валізу. В образі Козлика об'єднані два персонажі з казки М. М. Носова: один із безхатченків під мостом у Брехенвілі і бідняк Колосок.
- Клопс (рос. Клопс) — власник будинку, у двір якого здійснив посадку Незнайко. Наказав цькувати його крокодилами.
- Мінога (рос. Минога) — власниця крокодилів, у якої працював Незнайко. Звернулася по допомогу до Мігля, після того, як Незнайко звів у неї її крокодилів. Улюблена фраза — «Не спірте зі мною» (рос. «Не спорьте со мной!»)
- Власник «Веселого балаганчика» — вуличний підприємець, який пропонував за плату кидати м'ячиками в коротульку на підмостках. Уперше з'являється у 4-й серії. У 9-й серії Незнайко пробує влаштуватися в нього на роботу, відвідувачі «Веселого балаганчика» кидаються у нього м'ячами, але нарешті Незнайко розносить вщент весь цей розважальний заклад.
- Офіціант — персонаж, що з'вляється у кількох серіях. У 4-й серії здав Незнайка в поліцію.
- Ведуча каналу «Лун-ТВ» — персонаж, що з'являється у кількох серіях. У 5-й серії поздоровляла Спрутса і висловлювала йому пошану, розповідала про очну ставку Незнайка з Красавчиком. У 7-й повідомляла про приліт прибульця з космосу Незнайка, у 12-й серії повідомила про розкриття підступної системи Спрутса.
- Доктор Шприц (рос. доктор Шприц) — лікар, який рекламував свої послуги в 7-й серії і лікував Зірочку в 10-й.
- Хапс (рос. Хапс) — власник готелю, рекламував свій заклад у 7-й серії.
- Гурт «The Moon Brothers» (у перекладі з англійської — «Місячні брати») — ансамбль, що грав у ресторані, куди зайшов Пончик. Після того як Пончик сказав двом відвідувачам, що посипає кашу сіллю (рос. соль), вони спитали у музикантів, що це таке. Один з учасників відповів, що це така нота.
- Дворецький Пончика — епізодичний персонаж, який у 8-й серії укладає Пончика спати, а в 11-й будить його.
- Тупс, Дубс, Жадинг і Скнаринс (рос. Тупс, Дубс, Жадинг, Скрягинс) — місячні капіталісти, члени Великого Бредламу
- Суддя в Місячному місті — персонаж у ковпаку, що був присутнім на очній ставці Незнайка і Красавчика. Прототипом його був суддя Брехль з казки М. М. Носова.
- Катеринник — персонаж, що грав на катеринці і рекламував острів Дурнів. Брав участь у виступі Незнайка з крокодилами пані Міноги у 9-й серії.
- Мухомор — місячний гангстер. Носить ширококрисий блакитний капелюх, зовнішньо дещо скидається на Незнайка. У 10-й серії грабував банк разом з Крабсом. Під час погоні пробив голкою з духової трубки шину поліцейського автомобіля, у результаті чого він врізався у ліхтарний стовп. У казці М. М. Носова персонаж з цим ім'ям відсутній.
- Красавчик — місячний гангстер, спільник Мухомора. Присутній у 5-й серії — на очній ставці з Незнайком.
- Роальд і Мімі — свійські крокодили пані Міноги, яких доглядав Незнайко.
- Астроном — персонаж, який розповідав «Великому Бредламу» про виявлений іншопланетний об'єкт.
- Спеціальний кореспондент каналу «Лун-ТВ» — персонаж, який у 12-й серії вів репортаж з острова Дурнів, де викривав підступну систему Спрутса.

### Бортові комп'ютери
- «Знайко-1» — головний бортовий комп'ютер у ракеті, на якій летіли Незнайко і Пончик. Говорить голосом Знайка і наслідує його манеру розмовляти. У 3-й серії сперечався з Незнайком, у 8-й докоряв Пончику, що він забагато їсть.
- «Знайко-2» — головний бортовий комп'ютер у новій ракеті, на якій Знайко з товаришами летіли рятувати Незнайка з Пончиком. Має той же самий звуковий інтерфейс, що й «Знайко-1». В 11-й серії критикував доктора Пілюльку.

## Відмінності від казки М.М.Носова
- Не згадується Сонячне місто, також відсутні у мультфільмі персонажі, які в книжці були його мешканцями (Фуксія і Рибка, професор Зірочка, інженер Клепка, архітектор Кубик).
- Науковим опонентом Знайка виступає не професор Зірочка, а астроном Скелко з Квіткового міста.
- Повністю змінено історію місячного каменю. У книжці Знайко привіз його на Землю з космічної експедиції, у мультфільмі він падає сам з Місяця.
- У мультфільмі камінь підзаряджається енергією від Місяця під час повні і створює невагомість лише протягом кількох днів після неї.
- У книжці ракету будують в Космічному містечку з деталей, виготовлених на заводах Сонячного міста — у мультфільмі її складають Гвинтик і Шпунтик під керівництвом Знайка.
- У книжці Пончик, коли намагається вибратися вночі з ракети, запускає її, помилково прийнявши пускову кнопку за вимикач світла — у мультфільмі він падає на кнопку в скафандрі.
- У книжці нема згадок про бортові комп'ютери на ракетах.
- У мультфільмі відсутні місячна печера і подорож туди Незнайка з Пончиком з місця посадки — за сценарієм ракета примісячилася прямо на краю кратера, і Незнайко, вийшовши з ракети, впав у нього.
- У книжці не було епізоду з зачепленням з флюгер, як і зустрічі з журналісткою Зірочкою.
- У саду Клопса Незнайко їсть не малину, а гігантську грушу, цькують його не собаками, а крокодилами.
- Інспектор Мігль ідентифікує Незнайка не як Красавчика, а як іншого гангстера — «Мухомора». Сам Красавчик перебуває в ув'язненні і присутній на очній ставці з Незнайком.
- Серед в'язнів відсутній коротулька Козлик, який у книжці був одним з головних героїв. Персонаж з таким ім'ям з'являється лише у 9-й серії — серед безхатченків.
- Журналістка Зірочка відсутня у романі М. Носова. Малючка з таким ім'ям побіжно згадана у попередній книжці про Незнайка — це була співачка з Сонячного міста. Окрім того, на образ журналістки міг вплинути епізодичний персонаж з «Незнайка на Місяці» — норовлива співпрацівниця рекламної фірми, що фотографувала Незнайка в скафандрі з плакатом (у 5-й серії Зірочка співає пісеньку, схожу за текстом зі слоганом на плакаті)[ком. 1].
- У книжці згадуються багато місячних міст — у мультфільмі лише один, який називається «Луна-сіті».
- Свою планету місячні коротульки в романі М. Носова називають «Малою Землею» або просто «Землею», у мультфільмі — «Місяцем».
- У книжці нема згадок про крокодилів на Місяці — мультфільмі вони присутні скрізь.
- Прибрано політичну сатиру, повністю змінено ідею твору: у мультфільмі Зірочка бореться зі забрудненням довкілля на Місяці, яке спричиняють заводи Спрутса.
- У книжці причиною боротьби Спрутса з гігантськими рослинами було побоювання за владу грошей внаслідок ліквідації суспільної нерівності — у мультфільмі він тривожиться, що після появи гігантських рослин його синтетичні продукти не знаходитимуть попиту.
- У книжці на острів Дурнів відправляли за ночування на вулиці чи відсутність якогось елементу одягу — у мультфільмі на цей острів їдуть і добровільно, завдяки рекламній кампанії.
- У мультфільмі відсутні біржові спекуляції, як і згадки про «баржі».
- У книжці ніде не згадується те, що Мига з Жуліо планували обманути Незнайка. Як відоме, у сейфі вони залишили залізничні квитки для Незнайка і Козлика і записку з розпорядженням їхати до Сан-Комарика, де вони мали зустрітися. Ця зустріч членів товариства Гігантських Рослин не відбулася внаслідок історії зі Скуперфільдом.
- У книжці нема історії з підміною валіз.
- Скуперфільд у мультфільмі є власником не макаронної, а тютюнової фабрики. Відсутня лінія з його біржовими спекуляціями, найманням нових робітників і перевихованням після прильоту землян.
- У книжці «Великий Бредлам» складається з 31 члена, у мультфільмі — лише з 6 (Спрутса, Тупса, Дубса, Жадинга, Скнаринса і Скуперфільда).
- У книжці Крабс обманює Спрутса і втікає разом з Мигою — у мультфільмі він грабує банк разом з гангстером Мухомором.
- Незнайко доглядає у пані Міноги не собак Мімі і Роланда, а крокодилів Мімі і Роальда
- У книжці гіпотезу про існування внутрішнього ядра Місяця висуває у самому початку книжки професор Зірочка, тоді ж її приймає і Знайко. У мультфільмі думка про це приходить до голови Знайку тільки у 10-й серії — на це його наводить вид горіха у шкаралупі.
- У книжці рятувальна експедиція складається з 12 коротульок, у мультфільмі — лише з семи (Знайка, Скелка, Гвинтика і Шпунтика, Пілюльки, Ромашки і Мушки).
- У книжці всі учасники рятувальної експедиції вирушають усередину Місяця — у мультфільмі тільки четверо.
- У мультфільмі відсутня лінія з розоренням Пончика і його роботою «крутильником» на атракціонах.
- У мультфільмі відсутній епізод з приходом Жуліо до Спрутса, а також підриванням ракети.
- У книжці земляни летять додому на одній ракеті, у мультфільмі — на двох.
- У мультфільмі відсутній сюжет про хворобу Незнайка вдалині від рідних місць, а також епізод з його сльозами по поверненні на Землю.

### Елементи інших творів про Незнайка, присутні в мультфільмі
- Епізод з жуком присутній у першому розділі «Пригод Незнайка і його товаришів»
- У тому ж епізоді шматок місячного каменю, що знаходить Незнайко під капелюхом, відсилає до того ж першого розділу «Пригод Незнайка і його товаришів» — у місці з ніби впалим «шматком Сонця».
- Пісня Незнайка «В траве сидел компьютер…», яку він співає у ракеті, є «кавер-версією» або «переспівом» пісні про коника («В траве сидел кузнечик», в українському перекладі Федора Маківчука — «Сів коник на листочок, Неначе огірочок…»)[5], яку коротульки співали в Зеленому місті. Оригінальну версію «Пісні про коника» співає комп'ютер «Знайко-1» у 3-й серії, Незнайко в 9-й і коротульки в 12-й.
- Незнайко у розмові із Зірочкою в 5-й серії називає себе винахідником ракети і автором ідеї польоту — очевидне відсилання до похваляння Незнайка перед малючками Зеленого міста.
- У 10-й серії Квітик читає вірш «Огромный шар, надутый паром, Поднялся в воздух он недаром», взятий з 8-го розділу «Пригод Незнайка і його товаришів» (в українському перекладі — «Гігантська куля, повна пари, Знялась недаром аж до хмари»).
- Фраза Незнайка, адресована Зірочці в 12-й серії («певно, ти в мене закохалася») взята з книжки «Незнайко в Сонячному місті» — там він говорить її Кнопочці.
- Лікар Пілюлька грозиться всіх «лікувати касторкою» — натяк на його повчання лікарці Медуниці з Зеленого міста

## Створювачі фільму
Згідно з титрами на початку фільму, у його створенні брали участь:
- Автор ідеї: Олександр Люткевич
- Автори сценарію: Володимир Голованов, Сергій Іванов
- Режисери-постановники: Олександр Люткевич, Юрій Бутирін[6][7], Андрій Ігнатенко
- Художник-постановник з типажів: Ольга Новосьолова
- Художники-постановники з фонів: Володимир Гагурін, Григорій Лозінський
- Оператор-постановник: Сергій Василенко
- Редактор з монтажу: Наталя Степанцева
- Композитор: Юрій Прялкін
- Текст пісень: Віктор Лунін
- Консультант: Федір Хитрук
- Продюсери: Олексій Гуськов, Сергій Зернов

## Озвучення ролей
| Актор              | Роль |
| ------------------ | --- |
| Венера Рахімова    | Незнайко (всі серії, окрім 10-ї) |
| Христина Орбакайте | Зірочка (4—9-та і 11—12-та серії) |
| Світлана Степченко | Пончик (1—4, 8 і 11—12-та серії) Гвинтик (1—2-та і 10—12-та серії) Бурчун (1—2-та і 10-та серії) Забудько (10-та серія) Якосьбудько (1—2-та і 10—11-та серії) Сиропчик (10-та серія) |
| Клара Рум'янова    | Ромашка (1—3-та і 10—12-та серії) Мінога (9-та серія) |
| Олександр Леньков  | Скелко (2-та і 10—12-та серії) Хапс (7-та серія) Скуперфільд (7—9-та серії) Мухомор (11-та серія)                                                                                    |
| Артем Карапетян    | Спрутс (5, 7—8 і 11—12-та серії) |
| Олександр Пожаров  | Мига (4—9-та серії) один з учасників гурту «The Moon Brothers» (8-та серія) |
| Борис Шувалов      | Крабс (6—9-та і 11-та серії) оператор каналу «Лун-ТВ» (7-та серія) Скнаринс (8-та і 11-та серії)                                                                                     |
| Олександр Рижков   | Фікс (4-та і 7-та серії) 1-й в'язень (4-та серія) один з місячних коротульок (7-та серія) Тупс (8-та і 11-та серії) дворецький Пончика (там само) один з безхатченків (9-та серія)   |
| Олексій Борзунов   | Знайко (1—3-та і 10—12-та серії) «Знайко-1» (3—4, 8 і 11-та серії) Говорилко (10-та серія) «Знайко-2» (11-та серія)                                                                  |
| Ірина Б'якова      | Мушка (1—2-та і 10—11-та серії) |
| Михайло Кононов    | Гризль (5—7-та і 12-та серії) |
| Валерій Баринов    | Мігль (4—5, 7, 9 і 11-та серії) |
| Рудольф Панков     | Жуліо (6—9-та серії) |
| Юрій Саранцев      | Клопс (4-та і 7-та серії) 2-й в'язень (4-та серія) 1-й відвідувач ресторану (8-та серія)                                                                                             |
| Ян Янакієв         | офіціант (4-та і 8—9-та серії) |

## Музика
За музичне оформлення мультфільму використано багато класичних творів: музику Михайла Глинки, Каміля Сен-Санса, Людвіга ван Бетховена, Гектора Берліоза, Шарля Гуно, Олександра Бородіна, Йоганна Штрауса, Джоаккіно Россіні, Ріхарда Вагнера, Едварда Гріга, Поля Дюка, Модеста Мусоргського та інших композиторів в аранжуванні Юрія Прялкіна. Він же й написав тексти більшості пісень, за винятком фінальної, написаної Костянтином Меладзе.
П'ята серія:
- «Чудесный остров» (на мотив симфонічної поеми Каміля Сен-Санса «Танець смерті») — Юрій Прялкін
- «Чудесный остров (реприза)»  — Христина Орбакайте

Шоста серія:
- «Малютка-Луна» (на мотив симфонічної картини Олександра Бородіна «У Середній Азії») — Христина Орбакайте

Сьома серія:
- «Дуэт Незнайки и Звёздочки» (на мотив скерцо Поля Дюка «Учень чародія») — Венера Рахімова і Христина Орбакайте

Восьма серія:
- «Песня Пончика» (на мотив теми вогню Логе з опери Ріхарда Вагнера «Валькірія») — Світлана Степченко

Дев'ята серія:
- «Песня про кузнечика» (на мотив фіналу сюїти Каміля Сен-Санса «Карнавал тварин») — Венера Рахімова і Юрій Прялкін

Десята серія:
- «Песня отважных спасателей» (на мотив увертюри до опери Михайла Глинки «Руслан і Людмила») — Клара Рум'янова, Світлана Степченко і Олександр Леньков

Дванадцята серія:
- «Песня Гризля» (на мотив композиції «У печері гірського короля» з сюїти Едварда Гріга «Пер Гюнт») — Михайло Кононов
- «Песня Ромашки» (на мотив пісні Сольвейг з сюїти Едварда Гріга «Пер Гюнт») — Клара Рум'янова
- «Незнайка на Луне» (автор музики і слів Костянтин Меладзе) — Валерій Меладзе (увійшла в альбом «Всё так и было» (1999)).

## Саундтрек
1. Пісня Сольвейг (ремікс)
2. Тема Квіткового міста
3. Малятко-Місяць
4. Жук
5. Невагомість
6. Чудесний острів
7. Торжество Знайка
8. Телескоп Скелка
9. Дует Незнайка і Зірочки
10. Пустощі Незнайка
11. Танець риб
12. Пісня Пончика
13. Сон Незнайка
14. Незнайко і Ромашка
15. Пісня про коника
16. Місяць-сіті
17. Печера гірського короля (ремікс)
18. Незнайко у в'язниці
19. Пісня відважних рятувальників
20. Збройовий магазин
21. Фінал 5-ї серії
22. Пісня Гризля
23. Попуррі 7-ї серії
24. Пограбування
25. Пісня Ромашки
26. Крах Спрутса
27. Фінал 9-ї серії
28. Незнайко на Місяці

## Фільм про фільм
У 1999 році знято документальний фільм «Как делали „Незнайку на Луне“». У ньому розповідається, як знімали цей мультсеріал і як взагалі роблять мультфільми. Існують два варіанти: один для телебачення, другий виданий на DVD — як додаток до мультфільму.

## Критика
Письменник-фантаст Сергій Лук'яненко несхвально відгукнувся про мультфільм. Нарікання спричинила вільна переробка сюжету і самої сатиричної спрямованості оригіналу: 
|  | Одна думка терзала мене до перегляду. Як? Як у наші часи переможної демократії і процвітаючого капіталізму ризикнуть знімати мультфільм про … страшно сказати… боротьбу з капіталізмом? Як? Та дуже просто! На Місяці нема ніякого капіталізму. Точніше, він є, але з ним начебто і боротися не варто. Всі біди — від пана Спрутса, чиї хімічні заводи отруюють Місяць. Оригінальний текст (рос.) [Одна мысль терзала меня до просмотра. Как? Как в наши времена победившей демократии и процветающего капитализма рискнут снимать мультфильм о… страшно сказать… борьбе с капитализмом? Как? Да очень просто! Нет на Луне никакого капитализма. Точнее, есть, но с ним вроде бы и бороться не стоит. Все беды — от господина Спрутса, чьи химические заводы отравляют Луну.] Помилка: [undefined] Помилка: {{Lang}}: немає тексту (допомога): текст вже має курсивний шрифт (допомога) |

Письменник проводив аналогію між мультфільмом і радянським політично заангажованим фільмом 1930-х років «Острів скарбів», знятим за однойменним твором Р. Л. Стівенсона (де замість Джима присутня дівчина Дженні, а скарби Флінта призначалися для ірландської визвольної боротьби).
Незадоволений Лук'яненко і технікою анімації: «Вийшло щось потворно строкате. З якогось момента я став дивитися без кольору — ви знаєте, набагато кращий вигляд!», «здебільшого — пласка картинка. Рухомий комікс».

## Претензії правовласників
У 2002 році Ігор Носов, онук автора книжки «Незнайко на Місяці», повідомив, що збирається відстоювати в суді авторські права на використання образу Незнайка. У середині 1990-х він разом з батьком Петром Носовим (сином письменника) дали компанії ФАФ дозвіл на створення сценарію за книжкою М. М. Носова, і мультфільму за ним. Відповідний договір було укладено терміном на 5 років. У той же час Носови відмовилися використовувати образ Незнайка в комерційних цілях, як правонаступники не давши на це дозволу. Але незабаром ФАФ заявила, що перекупила в Носових всі права на Незнайка і, оголосивши себе автором бренду «Незнайка на Луне», стала сама видавати дозволи на випуск різноманітної продукції з Незнайком — книжок-розмальовок, шоколаду, настільних ігор та іншого. «Роспатент» визнав реєстрацію товарного знаку «Незнайка на Луне» недійсною. Термін авторського права для спадкоємців Носова закінчується у 2031 році.

## Цікаві факти
- У 7-й серії видно, що в кабінеті Спрутса висить картина, що за композицією нагадує «Дівчинку з персиками» В. О. Сєрова. Картина в залі «Великого Бредламу» у 8-й серії нагадує «Синдиків» Рембрандта, число членів «Бредламу» теж дорівнює шістьом, як і на оригінальній картині. У 12-й серії показана картина, що пародіює полотно І. К. Брюллова «Італійський полудень» («Італійка збирає виноград»).
- Капронові зашморги (їх демонструє Жуліо у 6-й серії, таким само Крабс душить Скуперфільда у 8-й), більше скидаються на звичайні панчохи.
- У 8-й серії за спиною Пончика можна побачити напис «Ушац», що є популярним мемом, відомим з радянських часів.